# Meurcourt
Meurcourt település Franciaországban, Haute-Saône megyében. Lakosainak száma 343 fő (2022. január 1.). Meurcourt Conflans-sur-Lanterne, Mailleroncourt-Charette, Neurey-en-Vaux, Velorcey, La Villedieu-en-Fontenette, La Villeneuve-Bellenoye-et-la-Maize és Villers-lès-Luxeuil községekkel határos.

## Népesség
A település népességének változása:
| Lakosok száma | 314  | 320  | 335  | 330  | 335  | 339  | 340  | 340  | 343  |
|               | 2013 | 2015 | 2016 | 2017 | 2018 | 2019 | 2020 | 2021 | 2022 |